# Muckross Lake
Der Muckross Lake (irisch Loch Mhucrois, auch Middle Lake oder Torc Lake genannt) gehört zu den drei Lakes of Killarney und ist einer der tiefsten Seen Irlands. 
Der Muckross Lake liegt am Fernwanderweg Kerry Way südlich von Killarney und ist Teil des Killarney National Parks. Er ist in den aufwendig gestalteten historischen Komplex Muckross House and Gardens am Ostufer des Sees eingebunden. Im Norden ist der Muckross Lake durch eine Landbrücke vom größeren Lough Leane abgetrennt. Diese „Muckross Peninsula“ besteht zwar teilweise aus moorigem Gelände – hier befindet sich zudem ein kleiner See, der Doo Lough (irisch An Dúloch) –, auf gut ausgebauten und bewirtschafteten Wegen ist es aber möglich, den See zu Fuß zu umrunden. Über die Brickeen Bridge (Droichead an Bhricín) gelangt man dabei zunächst nach Brickeen Island (An Bricín), dann über eine weitere Brücke nach Dinis Island (Daimhinis), wo sich im historischen Dinis Cottage ein kleines Café befindet. Da der Muckross Lake somit mehrfach mit dem Lough Leane verbunden ist, kann man beide Seen mit Bootstouren, die am östlichen Ufer nahe dem Muckross House starten, erkunden. 
Der südwestliche Zufluss des Muckross Lake ist der Owengariff River, der sich aus dem Upper Lake speist, dem kleinsten und südlichsten der drei Lakes of Killarney. Am Unterlauf ergibt sich aus dem Zusammenfluss des Flusswassers mit dem des Lough Leane und dem des Muckross Lake nahe der Old Weir Bridge ein Naturschauspiel namens The Meeting of the Waters, das sich durch eine kräftige Strömung auszeichnet. Ein von einem „The Devil’s Punchbowl“ (irisch Poll Ifrinn, „Höllenloch“) genannten Bergsee am südlich gelegenen Mangerton Mountain gespeister Fluss, der Torc River, fließt über den Torc Waterfall am südöstlichen Ufer in den Muckross Lake.
Eine lokale Sage stellt eine Verbindung zwischen „Devil’s Punchbowl“  und der kleinsten der Inseln des Muckross Lake her: Devil’s Island (Oileán na nDiabhal, „Insel der Teufel“). Demnach soll dereinst ein lokaler Clanführer namens O’Donoghue bei der „Devil’s Punchbowl“ mit dem Teufel in Streit geraten und nach einer handgreiflichen Auseinandersetzung mit einem Ruderboot über den Muckross Lake geflüchtet sein. Daraufhin habe der Teufel ein großes Stück aus dem Mangerton Mountain gerissen und dem Iren hinterhergeworfen. Der Felsen verfehlte O’Donoghues Boot und liegt seitdem als Insel am nördlichen Seeufer.

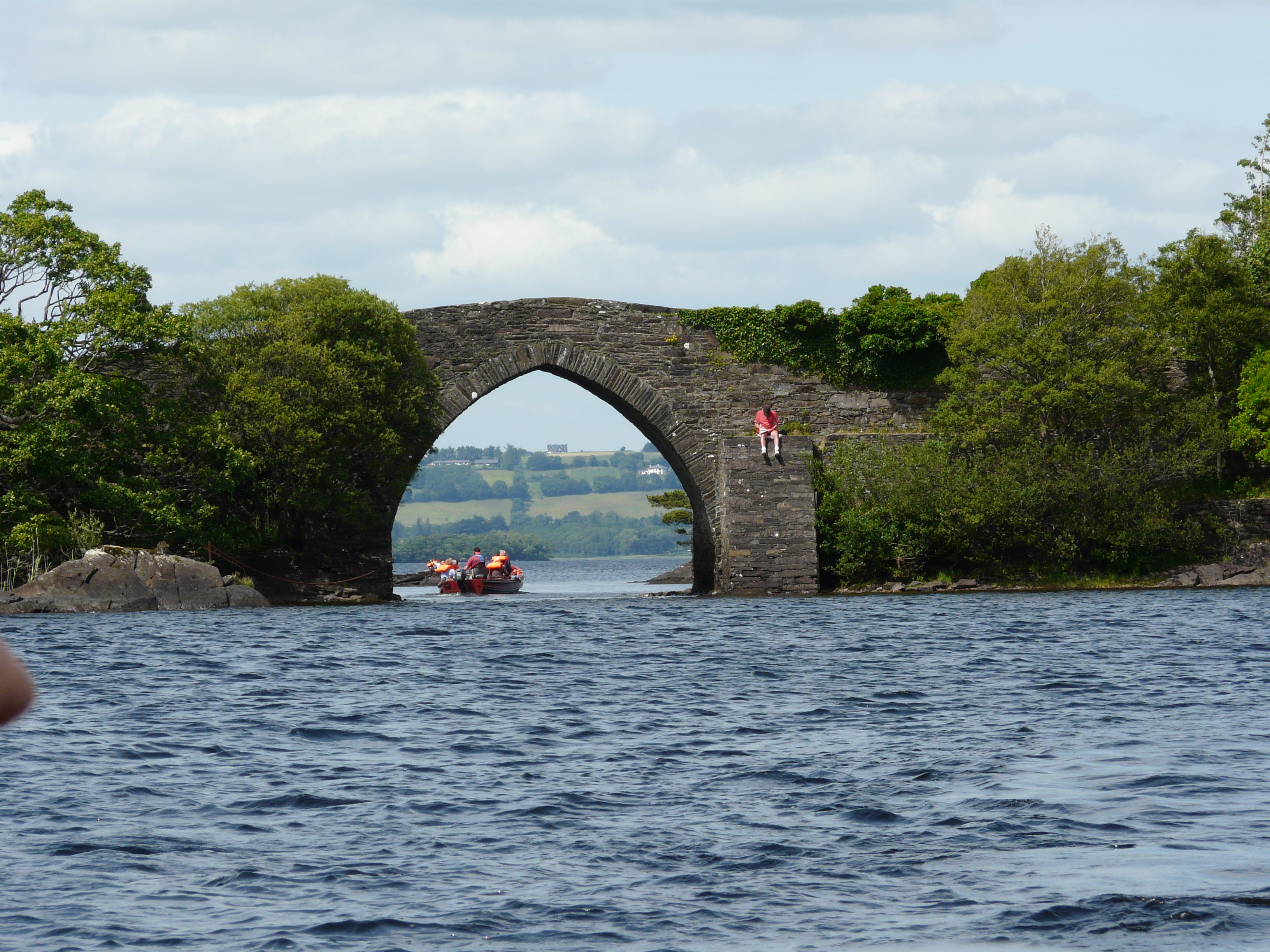
Brickeen Bridge
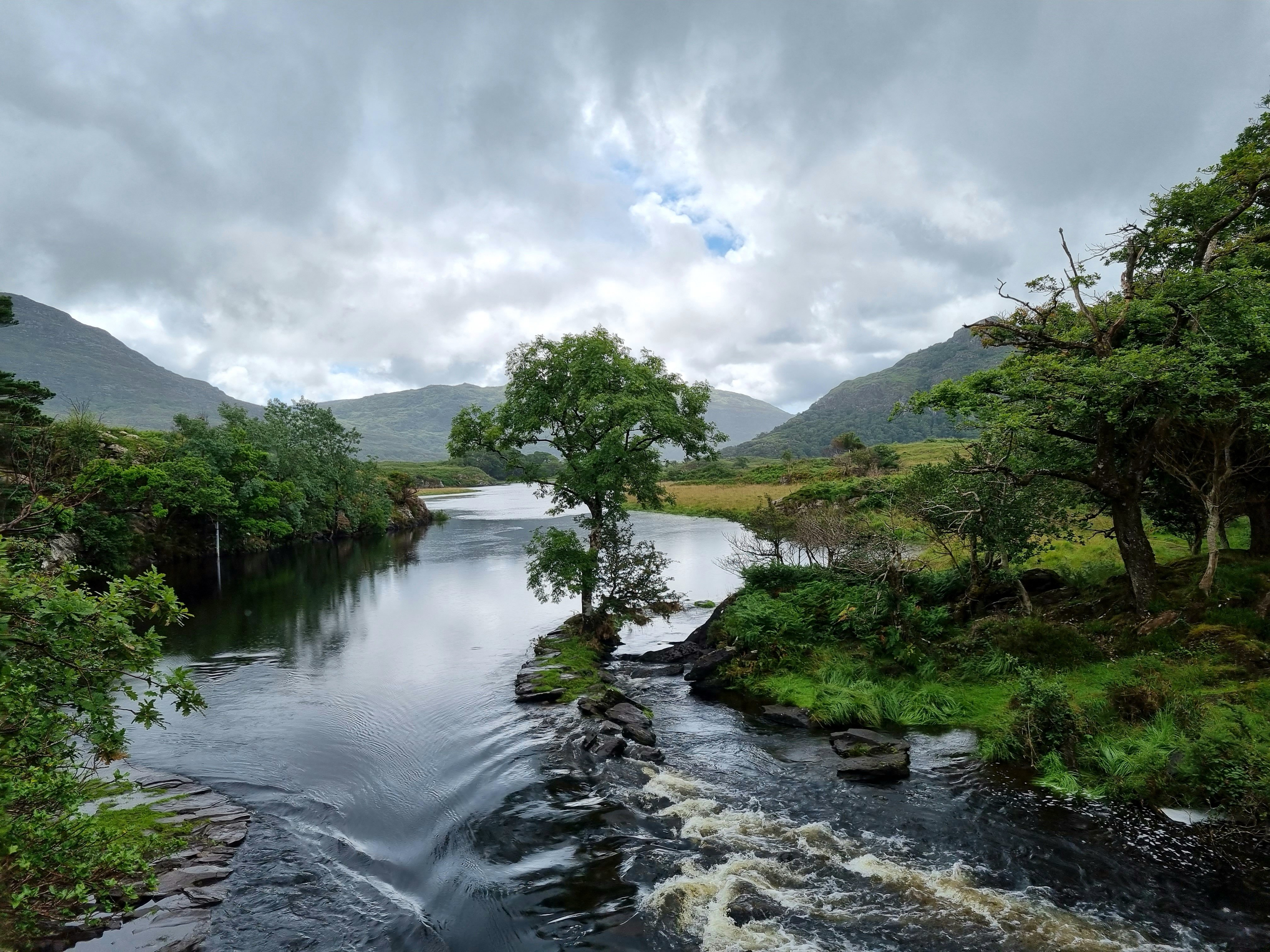
Meeting of the Waters
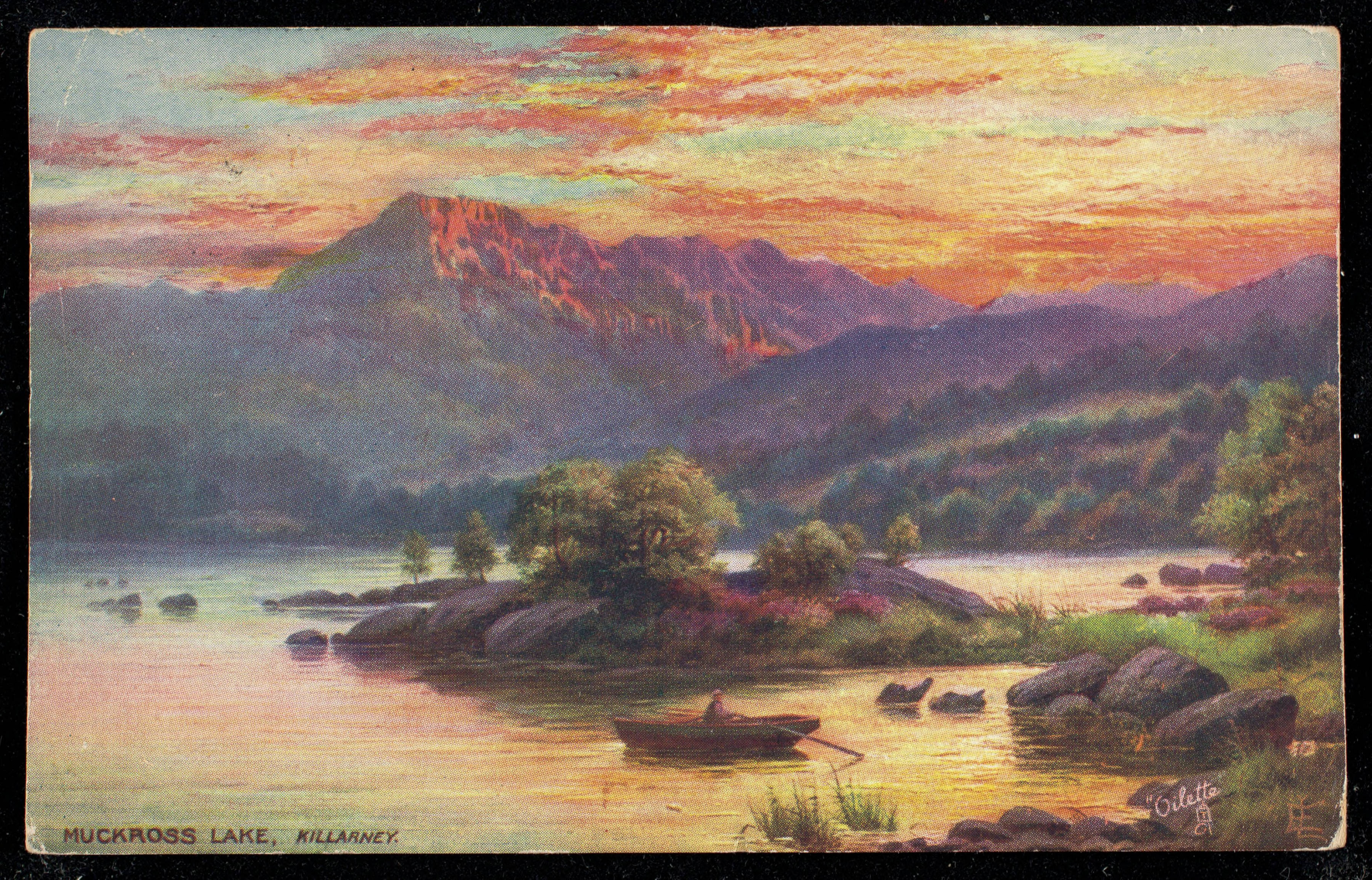
Postkartenmotiv von 1903
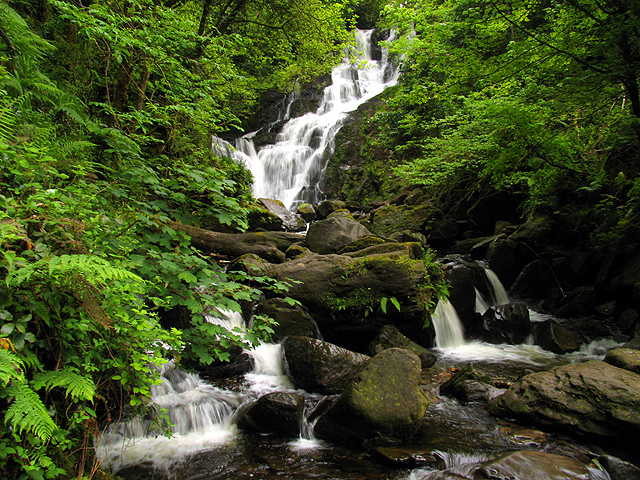
Torc Waterfall

Der Muckross Lake gehört zum Jagdgebiet einiger Seeadler, die zu einer Gruppe von 100 Jungtieren gehörten, die im Jahr 2007 im Killarney National Park angesiedelt wurde. Zudem ist hier die letzte Population irischer Rothirsche heimisch. Am Muckross Lake können darüber hinaus Sikahirsche angetroffen werden, die im Jahr 1865 auf dem Gelände des Muckross House ausgesetzt wurden. Der etwa 3 km² große und teilweise mehr als 70 m tiefe Muckross Lake verfügt über eine außergewöhnlich alte Fischpopulation. Zu den hier vorkommenden Arten gehören der Saibling Salvelinus obtusus, die Forelle, die Feroxforelle, der Atlantische Lachs und Neunaugen. Der seltene Blunt-nosed Irish Charr (Salvelinus obtusus) kommt ausschließlich im Muckross Lake und dem benachbarten Lough Leane vor. Dieser Saibling ist vom Aussterben bedroht.

## Das Monster vom Muckross Lake
Zusammen mit dem nahe gelegenen Lough Leane ist der Muckross Lake einer der beiden tiefsten Seen in Irland. Deswegen und wegen des außergewöhnlichen Fischvorkommens ist er mit dem berühmten Loch Ness vergleichbar. Wie bei diesem bekannten schottischen See, so wird auch im Muckross Lake ein Ungeheuer vermutet. Diese Gerüchte wurden 2003 durch die Ergebnisse von hydro-akustischen Untersuchungen eines internationalen Teams der Irish Char Conservation Group (ICCG) befeuert. Sie wiesen ein etwa hausgroßes bewegliches rätselhaftes Objekt im südöstlichen Teil des Sees nach. Das „Monster vom Muckross Lake“ erhielt den Namen Muckie.